# Città di Unley
La città di Unley è una Local Government Area che si trova in Australia Meridionale. Essa si estende su una superficie di 14,29 chilometri quadrati e ha una popolazione di 38.465 abitanti. La sede del consiglio si trova a Unley.